# Варисцит
Варисци́т (юталит) — минерал, водосодержащий фосфат алюминия. Кристаллическая структура островного типа.

## Этимология
Название «варисцит» минерал получил по названию района Варисция в Саксонии, Германия, где он был впервые обнаружен и описан в 1837 году. При этом сам минерал (без названия) был известен ювелирам античности, сохранились римские украшения с использованием варисцита. 
Поросший варисцитом кварц или халцедон часто называют аматриксом или варисцитовым кварцем. Другие названия: калифорнийская бирюза, хлорюталит, люцннит, сферит, болнварит.

## Свойства
Варисцит является продуктом низкотемпературных гидротермальных процессов. Образует сферолиты, сферолитовые корки, сталактиты, изредка — друзы мелких кристаллов. Обычно встречается в виде тонкозернистых и скрытокристаллических агрегатов, конкреций, желваков. Кристаллы короткостолбчатые, двупреломление −0,010, дисперсия, люминесценция и плеохроизм отсутствуют.
Состав (%): Al2O3 — 32,26; P2O5 — 44,94; H2O — 22,8.

## Месторождения
Месторождения известны в США (штаты Юта и Невада), но к настоящему времени они практически полностью выработаны; добывается в Австралии (Квинсленд), обнаружен также в Германии (Нижняя Саксония), Испании, Польше, Бразилии.

## Применение

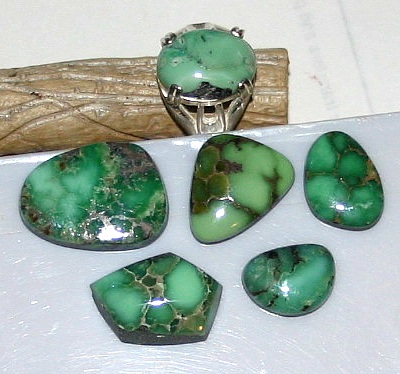
Отшлифованные образцы варисцита

Высоко ценится коллекционерами, используется в ювелирном деле.
Варисцит можно спутать с хризоколлой, хризопразом, бирюзой.